# Nhà thờ Tổng lãnh thiên thần Michael ở Rokytnice nad Jizerou
Nhà thờ Tổng lãnh thiên thần Michael (tiếng Séc: Kostel svatého Michaela archanděla) là một trong những nhà thờ giáo xứ Công giáo La Mã thuộc giáo phận Hradec Králové, tọa lạc ở thị trấn Rokytnice nad Jizerou, huyện Semily, vùng Liberec, Cộng hòa Séc. Thánh đường này có tên trong danh sách các di tích văn hóa quốc gia.

## Lịch sử
Ban đầu, trên khu đất này chỉ có một nhà thờ gỗ theo đạo Tin lành từ năm 1598. Trong giai đoạn 1646 - 1647, các tu sĩ Công giáo thuộc Dòng Tên đã tiếp quản và tái thiết lại nhà thờ. Trong giai đoạn 1753 - 1759, nhà thờ Tổng lãnh thiên thần Michael ở thị trấn Rokytnice nad Jizerou được xây dựng theo lệnh của nhà quý tộc Séc Arnošt Quido Harrach. Nhà thờ được thánh hiến long trọng vào năm 1759.
Giống với nhiều nhà thờ lịch sử khác, nhà thờ này cũng trải qua nhiều lần trùng tu và tái thiết, cụ thể là vào năm 1880 vào giai đoạn cuối thế kỷ 20.

## Mô tả
Hầu hết các cơ sở vật chất bên trong nhà thờ có niên đại từ thế kỷ 18, ngoại trừ đèn chùm thủy tinh (từ năm 1840) và một số cửa sổ kính màu (từ năm 1880).